# 122年
| 千纪： | 1千纪                                                                                           |
| 世纪： | 1世纪 \| 2世纪 \| 3世纪                                                                         |
| 年代： | 90年代 \| 100年代 \| 110年代 \| 120年代 \| 130年代 \| 140年代 \| 150年代                        |
| 年份： | 117年 \| 118年 \| 119年 \| 120年 \| 121年 \| 122年 \| 123年 \| 124年 \| 125年 \| 126年 \| 127年 |
| 纪年： | 壬戌年（狗年）；东汉建光二年，延光元年                                                          |

## 大事记
- 羅馬帝國皇帝哈德良为防御北部皮克特人反攻，保护已控制的不列颠岛的人民安全，在今英格兰北面的边界修筑一系列防御工事，後人稱為哈德良長城。
- 馬賢追擊麻奴至湟中，大敗西羌軍，麻奴部下逃散。麻奴困窘，率部投降漢陽郡太守耿種。

## 各国领袖

### 非洲
- 库施
  - 国王：Tamelerdeamani（114年－134年）

### 亚洲
- 中国
  - 东汉：
    - 皇帝：汉安帝（106年－125年）
- 朝鲜
  - 百济：
    - 国王：己娄王（77年－128年）

  - 高句丽：
    - 国王：太祖王（53年－146年）

  - 新罗：
    - 国王：祗摩尼师今（112年－134年）

### 欧洲
- 高加索伊比里亚
  - 国王：法斯曼二世（116年－142年）
- 罗马帝国
  - 皇帝：哈德良（117年－138年）

### 中东
- 奥斯若恩
  - 国王（联合统治）：
    - Yalur（118年－122年）
    - Parthamaspates（118年－123年）
- 安息
  - 国王（政权对立）：
    - 沃洛吉斯三世（105年－147年）
    - 奥斯罗埃斯一世（105年－129年）